# Wiveca Claeson-Lindberg
Wiveca Claeson-Lindberg, född 18 januari 1920, död 2004, var en svensk textilkonstnär och tecknare. Hon var gift med Knut-Erik Lindberg.
Claeson-Lindberg studerade vid Konsthögskolan i Stockholm. Hon medverkade i utställningen Unga tecknare på Nationalmuseum 1942, Konsthögskolans elevutställning 1943. Tillsammans med sin make och dennes bror Uno Lindberg ställde hon ut vävnader på Färg och Form i Stockholm 1949.